# Randy Spelling
Randall Gene "Randy" Spelling (ur. 9 października 1978 w Los Angeles) – amerykański aktor telewizyjny. 

## Życiorys

### Wczesne lata
Urodził się w Los Angeles jako syn popularnego amerykańskiego producenta telewizyjnego Aarona Spellinga (1923–2006) i jego drugiej żony, Carole Gene "Candy" Spelling (z domu Marer). Dorastał w Hollywood ze starszą o pięć lat siostrą Tori (ur. 16 maja 1973). 

### Kariera
W 1992 wystąpił w roli Kenny'ego, a później jako Ryan Sanders, przyrodni brat Steve'a (w tej roli Ian Ziering) w kilkunastu odcinkach serialu młodzieżowego ABC Beverly Hills, 90210 (1996-97, 2000), gdzie jego siostra Tori Spelling odtwarzała postać Donny Martin, jednej z głównych bohaterek serialu.
Po ukończeniu college'u, trafił do obsady serialu NBC/Spelling Plaże Malibu (Malibu Shores, 1996) z Keri Russell jako 'Flipper' Gage. Następnie wystąpił w roli Seana Richardsa w operze mydlanej ABC Sunset Beach (1997-99) i serialu Siódme niebo (2004) jako Alex Mandelbaum. 
Na dużym ekranie po raz pierwszy pojawił się w roku 2000 w dreszczowcu Porwanie (Held for Ransom) u boku Dennisa Hoppera. 
23 lipca 2001 roku został aresztowany w Zachodnim Hollywood, w stanie Kalifornia, za spowodowanie wypadku samochodowego. Jego samochód wjechał w dwa inne pojazdy.
25 września 2010 poślubił Leah Stutz. Mają dwie córki: Sage i Lotus.